# SodaStream
SodaStream International Ltd. eller SodaStream (NASDAQ: SODA

) er en virksomhed og en sodavandsmaskine til carbonering af drikke.
Selskabet SodaStream var tidligere ejet af engelske Cadbury Schweppes, men solgt i 1998 til et en virksomhed i Israel. I 2018 købte PepsiCo selskabet for 21 milliarder kroner.

## Historie
Systemet var meget udbredt i Danmark fra slutningen af 1970'erne. Datidens maskiner var udstyret med små kulsyrepatroner.

## Produkt
De maskiner som er på markedet i dag er udstyret med kuldioxidbeholdere, der indeholdende 425 g kuldioxid, som er nok til ca. 50 liter færdig kulsyredrik.

## Om SodaStream
SodaStream er verdens største producent og distributør af danskvandsmaskiner til hjemmebrug med over 60.000 forhandlere i 45 lande verden over.